# Jorge Rodríguez (ur. 2001)
Jorge Alejandro Rodríguez Hernández (ur. 3 września 2001 w Tlaquepaque) – meksykański piłkarz występujący na pozycji lewego obrońcy, reprezentant Meksyku, od 2024 roku zawodnik Puebli.